# Theloderma leporosum
Theloderma leporosum és una espècie de granota que es troba a Indonèsia i Malàisia.
Està amenaçada d'extinció per la pèrdua del seu hàbitat natural.